# Cumbok Lie
Cumbok Lie is een bestuurslaag in het regentschap Pidie van de provincie Atjeh, Indonesië. Cumbok Lie telt 304 inwoners (volkstelling 2010).